# شراء المستثمرين لحصة مسيطرة في الشركة
إنَّ شراء المستثمرين لحصة مسيطرة في الشركة (MBI) هو قيام مدير أو فريق إدارة من خارج الشركة بتقديم التمويل اللازم وشراء الشركة، ليصبح هو فريق الإدارة الجديد بها، ويتنافس فريق الإدارة الذي يرغب في الشراء مع المشترين الآخرين في البحث عن شركةٍ مناسبة. ويقوم بقيادة الفريق عادةً مدير لديه خبرة كبيرة تكافئ مستوى مدير إدارة.
ويختلف هذا عن «شراء الإدارة لحصة مساهميها» في وضع المشتري: حيث يكون فريق الإدارة في هذه الحالة يعمل لصالح الشركة. ومع ذلك؛ في حالة شراء المستثمرين لحصة مسيطرة في الشركة، يكون المدير أو فريق الإدارة من خارج الشركة.

## شراء الشركة بشراكة بين المديرين والمستثمرين (BIMBO)
يعد هذا النوع مزيجًا من شراء مجموعة من المستثمرين الخارجيين لحصّة مسيطرة في الشركة وشراء إدارة الشركة لجميع أسهمها القائمة. ففي حالة شراء الشركة بشراكة بين المديرين والمستثمرين، يكون الفريق الذي يشتري الشركة عبارة عن مجموعة من المديرين الحاليين، الذين يمتلكون بعضًا من أسهم الشركة، وعددٌ من الأفراد من خارج الشركة والذين سينضمون إلى فريق الإدارة بعد الشراء. وقد تم استخدام مصطلح BIMBO للمرة الأولى عام 1990.فيما يتعلق بشراء شركة هازلوود فودز ش ع م لشركة تشسوسير فودز والتي يقع مقرها بمدينة هال بإنجلترا، والمتخصصة في تصنيع وبيع قطع الخبز المحمص والمقرمشات.[بحاجة لمصدر]